# Даниловская (Коношский район)
Даниловская — деревня в Коношском районе Архангельской области. Входит в состав Коношского городского поселения.

## География
Находится в юго-западной части Архангельской области на расстоянии приблизительно 22 км на восток-юго-восток по прямой от административного центра района поселка Коноша.

## История
Была показана еще на карте 1794 года. В 1859 году здесь (деревня Кадниковского уезда Вологодской губернии) был учтен 21 двор.

## Население
Численность населения: 142 человека (1859 год), 3 (русские 100 %) в 2002 году, 1 в 2010.